# 平山洋三郎

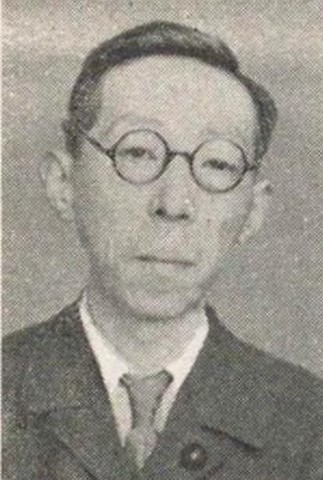
平山洋三郎

平山 洋三郎（ひらやま ようざぶろう / ようさぶろう、1900年（明治33年）6月22日 - 1970年（昭和45年）10月11日）は、大正から昭和期の農林官僚、政治家、華族。貴族院男爵議員。

## 経歴
貴族院勅選議員・平山成信の三男として生まれる。父の死去に伴い、1929年（昭和4年）12月2日、男爵を襲爵した。
第一高等学校を経て、1925年（大正14年）東京帝国大学法学部法律学科（独法）を卒業。1924年（大正13年）11月、高等試験行政科試験に合格し、1925年、農林省に入省し農林属に就任。以後、山林事務官、農林事務官、営林局事務官、農林書記官、東京営林局長、日本高等女学校長事務取扱、日本高等家政女学校長事務取扱、帝国女子専門学校長（現相模女子大学）などを務めた。
1946年（昭和21年）6月29日、貴族院男爵議員補欠選挙で当選し、公正会に所属して活動し1947年（昭和22年）5月2日の貴族院廃止まで在任した。墓所は谷中霊園。

## 親族
- 母：タケ - 鍋島幹の次女
- 先妻：栄（はな） - 精神医学者の三宅鉱一(三宅秀長男)の長女[1][7][8]、日本女子大学在学中に結婚[9]
- 後妻：登美子 - 太秦供康長女[1]
- 養子：清 - 桑原芳樹七男[1]
- 長女：和子 - 平山清妻[1]